# کارلا فراچی
کارلا فراچی (ایتالیایی: Carla Fracci؛ ‏ تلفظ [ˈkarla ˈfrattʃi]؛ (زادهٔ ۲۰ اوت ۱۹۳۶ – درگذشتهٔ ۲۷ مهٔ ۲۰۲۱) بازیگر، رقصنده باله و طراح رقص اهل ایتالیا بود.
از فیلم‌ها یا سریال‌های تلویزیونی که وی در آن نقش داشت، می‌توان به زندگی وردی و مادام کاملیا اشاره کرد.